# Krzysztof Cur
Krzysztof Tadeusz Cur (ur. 11 marca 1966 w Lublinie) – polski pilot wojskowy; generał brygady Wojska Polskiego; doktor nauk technicznych w Instytucie Technicznym Wojsk Lotniczych (2016); dowódca 8 Bazy Lotnictwa Transportowego; dowódca 3 Skrzydła Lotnictwa Transportowego; od 2020 Rektor-Komendant Lotniczej Akademii Wojskowej w Dęblinie.

## Życiorys
Krzysztof Cur urodził się 11 marca 1966 w Lublinie. W latach 1981–1985 kształcił się w Liceum Lotniczym w Dęblinie. Absolwent Wyższej Oficerskiej Szkoły Lotniczej (Szkoła Orląt) w Dęblinie (1989). W tym samym roku rozpoczął zawodową służbę wojskową w 58. Lotniczym Pułku Szkoleniowym w Dęblinie na stanowisku pilota instruktora. W latach 1990–2002 pełnił służbę w 23. lotniczej eskadrze szkolnej i 23. lotniczej eskadrze specjalnej w Dęblinie na stanowiskach: pilota instruktora; starszego pilota; dowódcy klucza lotniczego oraz starszego inspektora bezpieczeństwa lotów. Następnie w latach 2003–2006 pełnił służbę w 1 Ośrodku Szkolenia Lotniczego, po czym objął stanowisko specjalisty instruktora pilota w Wyższej Szkole Oficerskiej Sił Powietrznych. W listopadzie 2007 roku został skierowany do Szkoły Dowódczo-Sztabowej Wojsk Lotniczych w Stanach Zjednoczonych (Air University, Maxwell AFB, AI), a po jej ukończeniu w lipcu 2008 roku rozpoczął służbę w Dowództwie 3. Skrzydła Lotnictwa Transportowego, kolejno na stanowiskach szefa szkolenia oraz szefa Wydziału Szkolenia Lotniczego. Następne lata to służba w 8 Bazie Lotnictwa Transportowego w Krakowie, 36 Specjalnym Pułku Lotnictwa Transportowego, Dowództwie Sił Powietrznych oraz Dowództwie Generalnym Rodzajów Sił Zbrojnych w Warszawie, gdzie zajmował kolejne stanowiska: dowódcy eskadry, dowódcy grupy działań lotniczych, szefa oddziału użytkowania i prób w locie oraz szefa oddziału lotnictwa transportowego.
Z dniem 12 maja 2014 został wyznaczony na dowódcę 8. Bazy Lotnictwa Transportowego, a następnie skierowano go na podyplomowe studia polityki obronnej w Narodowym Uniwersytecie Obrony (National Defense University) w Waszyngtonie. Po ich ukończeniu objął stanowisko zastępcy dowódcy 3. Skrzydła Lotnictwa Transportowego, a następnie prorektora ds. wojskowych w Lotniczej Akademii Wojskowej. W 2016 roku uzyskał stopień naukowy doktora w dziedzinie nauk technicznych. W latach 2019–2020 pełnił obowiązki dowódcy 3. Skrzydła Lotnictwa Transportowego w Powidzu. 5 sierpnia 2020 prezydent RP Andrzej Duda mianował go na stopień generała brygady.
Z dniem 1 grudnia 2020 roku gen. bryg. pil. dr inż. Krzysztof Cur objął obowiązki rektora-komendanta Lotniczej Akademii Wojskowej w Dęblinie.
Gen. bryg. pil. dr inż. Krzysztof Cur jest pilotem-instruktorem, pilotem doświadczalnym 1 klasy samolotów tłokowych i turbośmigłowych, posiada klasę mistrzowską pilota wojskowego oraz licencję pilota zawodowego – samolotowego.
Nalot ogólny to ponad 4000 godzin. Był dowódcą Zespołu Lotniczego podczas akcji humanitarnej w Nepalu w 2015 roku oraz dowódcą Zespołu Lotniczego podczas repatriacji obywateli polskich z Ukrainy w 2015 roku. Został odznaczony m.in. Lotniczym Krzyżem Zasługi, Brązowym Krzyżem zasługi, Złotym Medalem za Zasługi dla Obronności Kraju oraz Srebrnym Medalem Sił Zbrojnych w Służbie Ojczyzny. Ponadto, za zrealizowane zadania został wyróżniony wpisaniem zasług do Księgi Honorowej Wojska Polskiego, tytułem Pilota Roku oraz Zasłużonego Pilota Wojskowego, a także statuetką Ikara oraz wyróżnieniem honorowym Błękitne Skrzydła.

## Awanse
- podporucznik – 1989[10]

(...)
- generał brygady – 2020[11]

## Ordery, odznaczenia i wyróżnienia[4]
- Brązowy Krzyż Zasługi
- Lotniczy Krzyż Zasługi – 2019[12]
- Srebrny Medal za Długoletnią Służbę
- Złoty Medal „Za zasługi dla obronności kraju”
- Srebrny Medal „Siły Zbrojne w Służbie Ojczyzny”
- Medal „W służbie Bogu i Ojczyźnie” – 2020[13]
- Odznaka pamiątkowa 8 Bazy Lotnictwa Transportowego – 2014, ex officio
- Odznaka pamiątkowa 3 Skrzydła Lotnictwa Transportowego – 2019, ex officio
- Odznaka pamiątkowa Lotniczej Akademii Wojskowej – 2020, ex officio
- Odznaka Honorowa Sił Powietrznych
- wpis do Księgi Honorowej Wojska Polskiego
- „Błękitne Skrzydła”[a]
- statuetka Ikara
- Odznaka tytułu honorowego „Zasłużony Pilot Wojskowy”
- tytuł Pilota Roku
- Odznaka Pilota Wojskowego
- Odznaka skoczka spadochronowego wojsk lotniczych

i inne medale, odznaczenia, wyróżnienia